# Eduard Müller (Politiker, 1848)

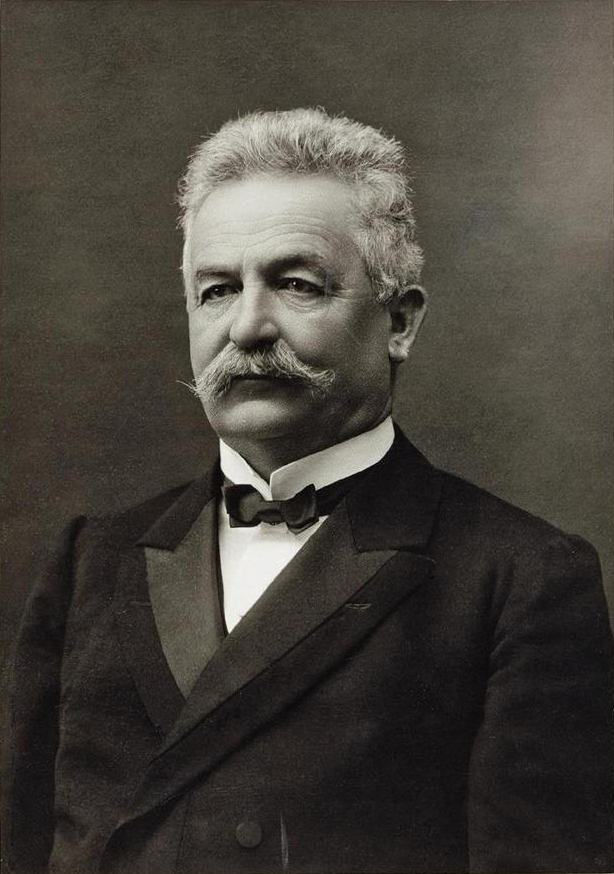
Eduard Müller (1913)

Eduard Müller (* 12. November 1848 in Dresden; † 9. November 1919 in Bern; heimatberechtigt in Nidau) war ein Schweizer Rechtsanwalt, Richter, Offizier und Politiker (FDP). Er war unter anderem als Gerichtspräsident, Journalist und ausserordentlicher Bundesanwalt tätig; im Militär stieg er bis in den Rang eines Oberstdivisionärs auf. Seine politische Karriere begann 1882 mit der Wahl in den Grossen Rat des Kantons Bern. 1884 wurde er in den Nationalrat, 1888 zum Stadtpräsidenten von Bern und 1895 in den Bundesrat (dem er bis zu seinem Tod angehörte) gewählt. Zu seinen grössten Verdiensten gehören die Einführung des Zivilgesetzbuches und die Revision der Militärartikel in der Bundesverfassung.
Eduard Müller war der Schwager von Philipp Woker und Onkel von Gertrud Woker.

## Biografie

### Studium und Karriere
Müller kam in Dresden im Königreich Sachsen zur Welt, wo sein Vater, der spätere Theologieprofessor Eduard Müller sen., als protestantischer Pfarrer wirkte; seine Mutter Eleonore Auguste Berthelen stammte aus dieser Stadt. 1849 kehrte die Familie in die Schweiz zurück. Sie liess sich in Bern nieder, wo der Vater die Kirchgemeinde der Heiliggeistkirche übernahm. Sein Sohn Eduard Müller besuchte die städtischen Schulen, 1864 begann er in Genf das Studium der Theologie. Drei Jahre später wechselte er jedoch das Studienfach, befasste sich fortan an der Universität Bern mit der Rechtswissenschaft und trat der Studentenverbindung Helvetia bei. Nach Auslandssemestern an den Universitäten Leipzig, Heidelberg und Paris erhielt er 1872 das Anwaltspatent und trat als Praktikant in die Kanzlei von Ständerat Christian Sahli ein.
1874 wurde Müller vom Grossen Rat zum Gerichtspräsidenten des Amtsbezirks Bern gewählt. Im selben Jahr heiratete er Emma Vogt. 1877 erhielt er den Spitznamen «der rote Müller»: Mitglieder einer anarchistischen Arbeitervereinigung waren mit einer roten Flagge durch Bern marschiert und von aufgebrachten Bürgern angegriffen worden. Anstatt wie erwartet die Anarchisten zur Rechenschaft zu ziehen, bestrafte Müller die Angreifer empfindlich. 1880 trat er als Amtsrichter zurück und eröffnete eine eigene Anwaltskanzlei. Daneben war er auch als Redaktor der Berner Nachrichten (Vorgängerin der Berner Zeitung) tätig. 1885 war er ausserordentlicher Bundesanwalt und leitete als solcher eine gesamtschweizerische Untersuchung gegen Anarchisten. Sein Untersuchungsbericht hatte verschiedene gesetzliche Neuerungen zur Folge, darunter die Wiedereinführung einer ständigen Bundesanwaltschaft. Darin hielt er auch fest, der Anarchismus könne nur bekämpft werden, wenn die berechtigten Forderungen des Arbeiterstandes erfüllt würden.
Neben seiner beruflichen verfolgte Müller auch eine militärische Karriere. 1872 wurde er zum Hauptmann befördert, zwei Jahre später zum Major. Als Oberstleutnant kommandierte er ab 1879 das 9. Infanterieregiment. 1885 folgten Beförderungen zum Obersten und zum Oberstbrigadier. 1888 übernahm er als Oberstdivisionär das Kommando über die 5. Division, 1892 jenes der 3. Division.

### Kommunale und nationale Politik
Die Freisinnige Partei der Stadt Bern wählte Müller 1882 zu ihrem Präsidenten. Noch im selben Jahr folgte seine Wahl in den Grossen Rat, den er 1885/86 präsidierte. Er beschäftigte sich hauptsächlich mit der Neuorganisation des Gerichtswesens und der Ausarbeitung einer neuen Kantonsverfassung (die jedoch letztlich abgelehnt wurde). Nachdem es den Freisinnigen gelungen war, die konservative Stadtregierung zu stürzen, wurde Müller 1888 zum Stadtpräsidenten von Bern gewählt. Zu seinen Verdiensten gehören die Einrichtung einer Arbeitslosenfürsorge sowie die Errichtung von Lehrwerkstätten, Gemeindewohnungen und einer Armenanstalt.
Müller kandidierte bei den Nationalratswahlen 1884 und war im Wahlkreis Bern-Mittelland erfolgreich, wenn auch eher knapp. Auch im Nationalrat nahm er bald eine führende Stellung ein. Dabei machte er vor allem bei der Ausarbeitung der Militärgerichtsordnung verdient. 1890 amtierte er als Nationalratspräsident. Er gehörte jener Kommission an, welche die Revision der Militärartikel in der Bundesverfassung vorbereitete. Zwar konnte er das Parlament überzeugen, den Artikeln zuzustimmen, doch das Volk lehnte diese im November 1895 ab.
Nach dem Unfalltod von Karl Schenk war Müllers Kandidatur für dessen Nachfolge weitgehend unbestritten, es gab keine ernstzunehmenden Gegenkandidaten. Am 16. August 1895 wählte ihn die Bundesversammlung bereits im ersten Wahlgang. Dabei erhielt er 136 von 164 gültigen Stimmen, auf verschiedene weitere Personen entfielen 28 Stimmen. Die Konservativen hatten sich zwar daran gestört, dass er aus der evangelisch-reformierten Landeskirche ausgetreten war, nach der Wahl überwogen jedoch die positiven Kommentare. Im Vergleich zu verschiedenen anderen radikalen Freisinnigen galt er als das kleinere Übel.

### Bundesrat
Während seiner 24 Jahre dauernden Amtszeit stand Müller drei Departementen vor: bis 1897 dem Justiz- und Polizeidepartement, bis 1911 dem Militärdepartement, danach wiederum dem Justiz- und Polizeidepartement. In den Jahren 1899, 1907 und 1913, als er Bundespräsident war, übernahm er turnusgemäss die Leitung des Politischen Departements und war somit vorübergehend Aussenminister.
Als Justizminister beschäftigte sich Müller insbesondere mit der Vereinheitlichung des Zivil- und Strafrechts. Der Bundesrat beauftragte Eugen Huber im Jahr 1892 mit der Ausarbeitung eines Vorentwurfs. 1898 nahm das Volk eine Verfassungsänderung an, welche den Grundsatz der Rechtsvereinheitlichung festhielt. Huber beendete seine Arbeit 1904 mit dem definitiven Entwurf des Zivilgesetzbuches (ZGB). Die parlamentarischen Beratungen zogen sich bis 1907 hin, und nach einer vierjährigen Übergangsfrist trat das ZGB schliesslich 1912 in Kraft. Für seine Bemühungen um die Vereinheitlichung des Strafgesetzes, die aber erst 1942 abgeschlossen werden konnte, erhielt Müller von der Universität Zürich die Ehrendoktorwürde.
Auch als Verteidigungsminister konnte Müller auf seine juristische Erfahrung zurückgreifen. Nach dem Scheitern der Revision der Militärartikel in der Verfassung erarbeitete er eine weniger zentralistische Variante, nachdem er die Waffen- und Abteilungschefs dazu aufgefordert hatte, ihre Wünsche und Anregungen schriftlich zu formulieren. Nach zähen Verhandlungen mit der Armeespitze lag eine kompromissfähige Lösung vor. Sie wies dem Bund zwar die Leitung des Militärwesens zu, doch stellten und bewaffneten die Kantone die Bataillone der Infanterie, des Landsturms und der Hilfsdienste sowie die Schwadronen der Dragoner weiterhin selbst. Das Volk nahm die Vorlage am 3. November 1907 an. 1906 geriet Müller ins Kreuzfeuer der Kritik, nachdem die neutrale Schweiz von der Algeciras-Konferenz beauftragt worden war, zur Lösung der ersten Marokkokrise beizutragen. Er übertrug seinem Cousin Armin Müller («Marokko-Müller») den Auftrag, als Generalinspektor die marokkanischen Polizeitruppen zu überwachen. Die wenig erfolgreiche Mission musste nach fünf Jahren abgebrochen werden. Ebenfalls 1911 konnte Müller Reorganisation der Truppenordnung zum Abschluss bringen.

### Kontroverse
Nach Ludwig Forrers Rücktritt im Dezember 1917 musste ein neuer Vize-Bundespräsident gewählt werden. Vor allem in der Romandie stiess Müllers Kandidatur auf Widerstand, da er zu Beginn des Ersten Weltkriegs eine ausgesprochen deutschfreundliche Haltung gezeigt hatte. Trotzdem erhielt Müller den Vorzug gegenüber Gustave Ador. Im August 1918 schlug Felix Calonder vor, das Amt des Aussenministers wieder von jenem des Bundespräsidenten zu entkoppeln. Doch Müller war nur gewillt, das Präsidium zusammen mit dem Vorsitz des Politischen Departements zu übernehmen, Kompromissvorschläge lehnte er kategorisch ab. Es folgte eine gehässige Kampagne in der französischsprachigen Presse (wobei insbesondere die Tatsache thematisiert wurde, dass seine Mutter Deutsche gewesen war), woraufhin Müller auf das Präsidium verzichtete. Er hatte vor, per Ende 1919 zurückzutreten, doch starb er etwas weniger als zwei Monate zuvor im Alter von fast 71 Jahren.

## Rezeption
Urs Paul Engeler sieht Müller als Vertreter des linken Flügels der FDP. In seiner 1885 für den Bundesrat verfassten Studie zum Anarchismus in der Schweiz habe er vor der polizeilichen Überwachung politischer Parteien und sozialer Bewegungen gewarnt, da dies zu einer Verletzung der Bürgerfreiheiten führen könne. Genau das sei aber dann in den folgenden Jahrzehnten – mit der Kulmination im Fichenskandal – faktisch eingetreten. Zudem habe sich Müller als Bundesrat wohl nach dem Landesstreik, wo die Streikführer unter seiner ausdrücklichen Zustimmung gerichtlich verfolgt wurden, nicht mehr so sehr an seine Prinzipien erinnern können. Er habe 1885 noch formuliert, dass solche Bewegungen durch die weit verbreitete soziale Armut legitimiert seien.